# ユリアン・シーバー
ユリアン・シーバー（Julian Schieber、1989年2月13日 - ）は、西ドイツ・バーデン＝ヴュルテンベルク州出身の元サッカー選手。現役時代のポジションはFW。

## 経歴
2006年からVfBシュトゥットガルトのユースチームに所属し、2008年にエネルギー・コットブス戦でプロデビューを果たした。2010-11シーズンは、1.FCニュルンベルクに期限付移籍をした。
2012-13シーズンよりボルシア・ドルトムントへ完全移籍した。
2018年5月22日、FCアウクスブルクに移籍することが発表された。

## 代表歴
ドイツ代表としてU-21代表でプレーした。

## タイトル
クラブ
ボルシア・ドルトムント
- DFLスーパーカップ 2013